# Brené Brown
Brené Brown is een Amerikaanse hoogleraar maatschappelijk werk aan de University of Houston in de staat Texas. Ze is daarnaast auteur van verschillende boeken en blogger. Haar werk is meermaals in de Amerikaanse media besproken.
Haar onderzoek en boeken gaan over onder meer kwetsbaarheid, moed, schaamte en sociale verbinding. Browns onderzoek richt zich op authentiek leiderschap en oprechtheid in families, op scholen en in organisaties. Ze gaf in juni 2010 de voordracht The power of vulnerability (De kracht van kwetsbaarheid) voor TEDx die met 35 miljoen views een van de meest bekeken voordrachten ooit is. In maart 2012 gaf ze een voordracht voor TED, getiteld Listening to shame (Luisteren naar schaamte).

## Publicaties
| Jaar | Titel                                                                                                 | Uitgever                  | ISBN | Vertaling (titel, jaar, uitgever, ISBN, vertaler)                                                                  | Notitie |
| ---- | --- | ------------------------- | ---- | --- | ------- |
| 2018 | Dare to Lead: Brave Work. Tough Conversations. Whole Hearts                                           | Random House, New York    |      | Durf te leiden: De kracht van kwetsbaarheid voor moedige leiders (2019, Lev)                                       |         |
| 2017 | Braving the Wilderness: The Quest for True Belonging and the Courage to Stand Alone                   | Random House, New York    |      | Verlangen naar verbinding: Er echt bij horen en de moed om alleen te staan (2018, A.W. Bruna Uitgevers, Amsterdam) |         |
| 2015 | Rising Strong: The Reckoning, The Rumble, The Revolution                                              |                           |      | Sterker dan ooit: De wijsheid van vallen en opstaan (2015, A.W. Bruna Uitgevers, Amsterdam)                        |         |
| 2010 | The Gifts of Imperfection: Let Go of Who You Think You're Supposed to Be and Embrace Who You Are      | Hazelden, Center City, MN |      | De moed van imperfectie: Laat gaan wie je denkt te moeten zijn (2013, Lev.)                                        |         |
| 2012 | Daring Greatly: How the Courage to Be Vulnerable Transforms the Way We Live, Love, Parent, and Lead   | Gotham, New York          |      | De kracht van kwetsbaarheid: Heb de moed om niet perfect te willen zijn (2013, A.W. Bruna Lev., Utrecht)           |         |
| 2009 | Connections: A 12-Session Psychoeducational Shame-Resilience Curriculum                               | Hazelden, Center City, MN |      | |         |
| 2007 | I Thought It Was Just Me (but it isn't): Telling the Truth About Perfectionism, Inadequacy, and Power | Penguin/Gotham, New York  |      | Gelukkig ben ik niet de enige: Maak van schaamte en kwetsbaarheid je kracht (2014, Lev)                            |         |

- (2007). Shame Resilience Theory. Contemporary human behavior theory: A critical perspective for social work (Allyn and Bacon, Boston, redactie: S.P. Robbins, P. Chatterjee en E.R. Canda) [5]
- (2007). Feminist Standpoint Theory. Contemporary human behavior theory: A critical perspective for social work (Allyn and Bacon, Boston, redactie: S.P. Robbins, P. Chatterjee en E.R. Canda) [5]